# Guerre vénéto-ottomane (1570-1573)
 (janvier 2016).
Si vous disposez d'ouvrages ou d'articles de référence ou si vous connaissez des sites web de qualité traitant du thème abordé ici, merci de compléter l'article en donnant les références utiles à sa vérifiabilité et en les liant à la section « Notes et références ».
Pour les articles homonymes, voir Guerres vénéto-ottomanes.
« Guerre de Chypre » redirige ici. Pour l'invasion de 1974, voir Invasion turque de Chypre.
Batailles
Siège de Nicosie, Siège de Famagouste, Bataille de Lépante
La guerre de Chypre, également désignée comme la quatrième guerre vénéto-ottomane, est une guerre qui a opposé de 1570 à 1573 l'Empire ottoman à la république de Venise appuyée par la Sainte-Ligue.

## Le contexte géopolitique
Le contexte de cette fin du XVIe siècle est complexe.
Le nouveau sultan Sélim II désire se forger une image de conquérant digne de celle de son père Soliman Ier le Magnifique. Après avoir conclu un traité de paix avec le Saint-Empire en 1568 et noué des relations amicales avec le Chah de Perse (Tahmasp Ier) il se tourne vers la Méditerranée. L'île de Chypre est un royaume sous contrôle de la république de Venise mais sous tutelle de la Sublime Porte (Venise paye un tribut annuel pour occuper cette « colonie »). Les populations grecques des îles de Chypre et de Crète et la Morée sont orthodoxes. Elles sont facilement manipulables par les parties en guerre pour se révolter afin de se libérer du joug de leurs maîtres respectifs (Venise dans les îles, le Turc en Grèce).
La volonté de combat du pape Pie V, pour contrer l'avancée des Ottomans, s'oppose aux désirs de paix des commerçants de Venise. Les revers de 1570 font craindre au Vatican une paix négociée et précipitée avant la campagne de 1571. Afin de conserver Venise dans son camp, il encourage les négociations en vue de la formation de la Sainte-Ligue. Le royaume d'Espagne possède La Goulette (une position isolée en Tunisie). La lutte entre corsaires ottomans et navires espagnols est régulière en Méditerranée occidentale.
Le camp chrétien n'est pas vraiment unifié. Les républiques de Gênes et de Venise sont rivales de longue date pour contrôler le commerce méditerranéen. Les dépendances espagnoles en Italie (Naples et Milan) encerclent les États pontificaux et les Habsbourg d'Espagne interviennent dans la politique intérieure de la péninsule. La France alliée à la Sublime Porte, est neutralisée par les guerres de religion. Par solidarité religieuse elle partage quelques informations diplomatiques avec la Sainte-Ligue.

## Les opérations militaires
Même si les territoires de la république de Venise et ceux de l'Empire ottoman sont voisins le long de l'Adriatique, les combats entre ces pays ont toujours été le fait de projections de forces via la mer. De même, le royaume d'Espagne (ses annexes de Naples et de Sicile et Gênes son allié) est une entité composite dépendant de la mer pour regrouper ses forces. Les campagnes navales sont donc annuelles (les hivers étant consacrés à la préparation et l'entretien des flottes de combat).

### L'année 1569
Pourtant engagé dès le début de l'année 1569, l'armement de la flotte turque n'est vraiment connu de Venise qu'à partir de l'été grâce aux courriers de l'ambassadeur de la république de Venise à Constantinople Marcantonio Barbaro (son frère Daniel est nommé à Londres).
Néanmoins, les buts de guerre turcs ne sont pas facilement identifiables (la Porte n'est pas menaçante, le commerce avec elle est toujours florissant) et le grand vizir Mehmet pacha se montre très rassurant. Comme l'Espagne lutte intensivement contre les corsaires barbaresques en Afrique du nord, il semble que La Goulette, Malte ou la Sicile pourraient être la cible des Ottomans. Aussi la menace ne semble pas vraiment présente pour la Sérénissime jusqu'à ce que Marcantonio Barbaro rapporte que des palandières sont en construction et que des mises en garde françaises lui ont été adressées par le biais de son homologue (Monsieur de Grandchamps). Or ces navires (destinés au transport de chevaux) ne peuvent pas naviguer sur les longs trajets en mer. C'est donc bien Chypre qui serait visée.
Le déclenchement du recrutement des chiourmes turques par conscription (durant l’hiver) confirme que la flotte turque sortirait en campagne dès le printemps 1570.

### Campagne navale de 1570
De mauvais signaux parviennent à Venise après que deux navires de marchandises appareillant pour Venise (le 21 janvier) ont été mis sous séquestre à Constantinople. D'autres interviennent depuis la Dalmatie où les sandjaks locaux déplacent les populations loin de la côte et capturent les commerçants vénitiens.
Le chaouch Koubad, envoyé de la Porte, débarque le 25 mars à Venise portant une lettre du Sultan et adresse au Collège présidé par le Doge Pietro Loredan un ultimatum : dénonçant l’agissement de corsaires chrétiens depuis l’île de Chypre entre autres griefs, il exige la renonciation de Chypre par Venise.
L'armement de la flotte vénitienne semble pouvoir être mené avec rapidité grâce aux coques de galères stockées démontées à l'arsenal. Mais les candidats pour l’enrôlement des chiourmes ne se présentent pas en nombre suffisant pour l'armada envisagée. Et le recrutement des gens d'armes demande des délais importants. De plus, la préparation des biscuits de mer est pénalisée par les mauvaises récoltes de l'année précédente.
Pendant que la flotte vénitienne se prépare sous le commandement de Girolamo Zane, la diplomatie vaticane s'active et le nonce Antonio Facchinetti est envoyé auprès du Roi Très catholique Philippe II. Or le Roi d'Espagne adresse des ordres ambigus à Giovanni Andrea Doria (neveu du grand Andrea Doria) qui reste basé en Sicile à Messine pour monter la garde devant Malte et La Goulette au lieu de se joindre à Zane. Le Pape manifeste aussi son intention de se joindre à Venise en armant lui-même quelques galères. Il demande à Venise de lui fournir quelques coques et des hommes d'équipage et s'engage à prendre en charge la chiourme et les hommes d'armes. Or les aspects pratiques liés à l'accastillage d'une flotte sont ignorés du Vatican. Cela crée de nombreuses incompréhensions entre les deux puissances italiennes. Marcantonio Colonna (capitaine de sa Sainteté) doit alors s'activer pour parvenir à mettre sa flotte en ordre de marche avant de pouvoir rejoindre Zane à l'île fortifiée de Corfou.
Pendant ce temps, la flotte turque sous le commandement du Capitan pacha Ali Pacha Moezzin (accompagné du troisième vizir Piali pacha) prend la mer et se dirige directement vers Chypre pour escorter les bateaux de débarquement depuis la Syrie. L'armée de Lala Mustafa Pacha (cinquième vizir de Sélim II) débarque et installe un camp provisoire à titre de tête de pont le temps que l'ensemble de ses moyens soient regroupés. Les garnisons vénitiennes s'enferment dans Nicosie et Famagouste sans intervenir pour perturber l'installation des Turcs. Mustafa décide de mettre directement le siège à Nicosie. Il s'adresse aux natifs grecs de l'île et s'assure de leur ralliement pour peu qu'ils jurent fidélité à Sélim II.
Nicosie était une forteresse moderne, mais avec peu de ressources pour l'armer. Mustafa approche ses lignes en creusant des tranchées puis comble les fossés devant quatre bastions. Il donne l’assaut à chacun de ces bastions pour les amoindrir, évaluer la défense de chacun et user le potentiel de résistance de la place. Finalement, comme la flotte de Venise n'intervient pas, Kapudan pacha accepter de prêter nombre de ses gens d'arme pour permettre une attaque générale de Nicosie. Ils attaquent deux bastions pendant que l'armée de Lala Mustafa Pacha s'occupe des deux autres. La percée est réalisée dès le premier jour et la ville est mise à sac. La garnison est passée au fil de l'épée et tous ses habitants sont transformés en esclaves.
Côté chrétien, la flotte attend à Corfou que Doria la rejoigne. Des maladies se déclarent sur les galères de Venise et Girolamo Zane voit son potentiel humain s'effondrer, il décide de s'avancer jusqu'à Candie pour compléter sa chiourme avec des Crétois. Quelques tentatives isolées ont lieu sur les forts ottomans côtiers de Morée mais les révoltes grecques suscitées par la guerre en Albanie ne sont pas soutenues par Venise (pas de renforts, pas de financement).
Le Pape perd patience et renvoie le nonce Antonio Facchinetti en Espagne afin que Doria reçoive des instructions plus fermes et qu'il se joigne enfin aux forces navales vénéto-vaticanes (mais une clause indique qu'il ne doit pas risquer ses navires en pure perte). Il accepte alors de rallier Candie mais y refuse les commandements de Colonna et de Zane. Il inspecte les galères de Venise et retarde le départ des forces de secours chrétiens vers Chypre en prétextant insuffisant le nombre d'hommes qui s'y trouvent embarqués. Finalement, la nouvelle de la chute de Nicosie démotive la flotte qui ne croise pas plus loin à l'est que le Cap occidental de Chypre. Doria décide de retourner à Gênes et laisse Colonna et Zane seuls à La Canée. Une première grande bataille est alors évitée pour 1570 lorsque le Kapudan pacha, explorant la mer depuis Rhodes, ne trouve pas la flotte alliée divisée.
Finalement, pour l'hiver, alors que chaque flotte retourne dans son arsenal. Lala Mustafa pacha déplace son armée vers Famagouste sans y mettre le siège et le Kapudan pacha détache une petite escadre destinée à bloquer le port. Cette escadre est surprise et détruite par une flotte d’approvisionnement dans les derniers jours de l'année.

### Campagne navale de 1571
L'année 1571 s'ouvre sur la destitution de l'amiral vénitien et son inculpation de pusillanimité par le conseil des Dix. Le nouvel amiral de la République sera Sébastien Venier. Il rejoint la flotte à Corfou, consolide ses forces et doit recruter pour armer ses vaisseaux. Une autre partie de la flotte de Venise se trouve à La Canée. Il lui faut rappeler ces forces avant qu'elles soient bloquées par la flotte turque pour concentrer ses galères à l'entrée de la Mer Adriatique.
Marcantonio Colonna est reconduit à la tête des galères du Vatican. Il rejoint rapidement Venier une fois sa flotte armée pour une nouvelle campagne.
Les pertes commerciales dues à la guerre, l’absence de résultats de la campagne de 1570 et la perte de la majorité de Chypre poussent une partie des marchands de Venise à envisager une négociations de paix avec La Porte. La Pape préfère relancer les négociations avec l'Espagne afin de parvenir à une grande alliance contre « le Turc ». Philippe II impose facilement son demi-frère Don Juan. Puis les négociations se bloquent sur deux points : le nombre de galères qui doivent être armées par l'Espagne et la désignation de l'adjoint de Don Juan.
Pendant ce temps, la flotte ottomane (toujours sous le commandement Ali Pacha Moezzin mais accompagné cette fois par le deuxième vizir Perteu pacha) prend la mer et se dirige directement vers Chypre pour ravitailler et renforcer Lala Mustafa Pacha qui met alors le siège devant Famagouste. Ce siège sera bien plus complexe et difficile que celui conduit à Nicosie l'année précédente.
En parallèle, Sélim II délègue son quatrième vizir Ahmet pacha pour commander une armée qui pacifiera la Morée puis l'Albanie. Ensuite, elle devra soutenir la flotte pour assiéger les villes vénitiennes du rivage illyrien de la Mer Adriatique.
Cette fois les flottes de Venise et du Vatican sont concentrées à Corfou et ne subissent pas d'épidémie, mais attendent celle de l'Espagne et de ses alliées. En effet, les négociations pour former la Sainte-Ligue ne débouchent pas et Don Juan ne s'embarquera pas tant qu'elle ne sera pas signée. Marcantonio Colonna (capitaine de sa Sainteté) est désigné lieutenant général de la Sainte Ligue et second de Don Juan (amiral de la flotte alliée) mais Philippe II refuse d'armer le nombre de galères demandés par Venise.
Une fois, le siège de Famagouste engagée, la flotte ottomane se dirige vers la Crète, pille ses ports et réduit en esclavage ses habitants pour renforcer sa chiourme. Elle passe devant Candie et La Canée et se dirige vers l'Adriatique. Venier replie la flotte à Messine pour ne pas être piégé par les Turcs à Corfou. D'ailleurs, les Turcs ne tentent pas un nouveau siège de la forteresse érigée sur cette île et préfèrent se diriger vers le nord en laissant les corsaires du gouverneur d'Alger (Euljd Ali) bloquer les communications de Venise avec sa flotte. Ne trouvant pas la flotte chrétienne, le capitan pacha décide de remonter l'Adriatique et attaque successivement les villes de Dulcigno, d'Antivari et de Budva avec le concours de l'armée d'Ahmet pacha. Une fois ces lieux pris, la grande base vénitienne de Cattaro semble devenir le prochain objectif des Ottomans. Et d'ailleurs, plus au nord, la ville même de Venise envisage de préparer sa défense.
Mais encombré de butin et d'esclaves, les pachas envisagent de ne pas pousser plus au nord et de s'établir pour l’hiver en Grèce pour éviter de devoir retourner hiverner jusqu'à Constantinople. Les échanges avec le sultan valident ce projet, en les complètent avec l'ordre, si possible, de détruire la flotte chrétienne.
Entre-temps, le traité d'alliance porté par le Pape est signé. Cette nouvelle Sainte Ligue permet le ralliement de Doria à la flotte chrétienne et l'embarquement de Don Juan à Barcelone. Passant par Gênes pour embarquer des gens d'arme allemands, puis Naples, la flotte espagnole rejoint celles de Venise et du Vatican en Sicile. Hélas, même placé sous commandement unique, mésententes et rivalités se multiplient, notamment entre le corsaire Doria et le capitaine général de la flotte vénitienne. D'autre part l’incertitude de la définition des objectifs de guerre de la flotte chrétienne génère de nouveaux retards et ne permettront pas de bloquer la sortie des Turcs de l'Adriatique (à l'époque il n'y avait pas encore de doctrine de domination des mers).
Don Juan d'Autriche doit alors retrouver Ali Pacha pendant que celui-ci s'installe dans le golfe de Corinthe à proximité du port de Lépante. La proximité de la côté et la lassitude des hommes se conjuguent pour démobiliser partiellement les forces turques. Pourtant, pour respecter les ordres de Selim II, Ali Pacha sort du golfe en ordre de bataille pour aller à la rencontre de la flotte de la Sainte Ligue.
La victoire de Don Juan intervient trop tardivement dans l'année pour pouvoir exploiter ce succès (avant que la flotte ne doive se séparer avant l'hiver). D'autre part, les dégâts et les pertes importantes (de la bataille) invite la flotte à rejoindre ses ports d'attaches. Malgré la victoire, la mésentente s'installe à nouveau quand Don Juan profite de son statut de commandant pour s'arroger une part personnelle dans les prises (esclaves et galères capturés) en contradiction avec les répartitions fixées dans le traité d'alliance de la Saint Ligue.

### Campagne navale de 1572
Reconstruction de la flotte turque sous le commandement du nouveau capitan pacha Euljd Ali (ou Kiliç Ali) en coordination avec le grand vizir Mehmed pacha.
Prise de Candie et de La Goulette.

## Le traité de paix
La mort de Pie V le 1er mai 1572 prive la Ligue de son partisan principal.